# El teniente Kijé (Prokófiev)
El teniente Kijé (en ruso: Поручик Киже, Porúchik Kizhé) de Serguéi Prokófiev se concibió originalmente como un acompañamiento musical a la  película del mismo nombre, producida por los estudios Belgoskinó en Leningrado entre 1933 y 1934 y estrenada en marzo de ese mismo año. Constituye la primera aproximación de Prokófiev a la música cinematográfica y el primer encargo que recibió de la Unión Soviética tras su exilio poco después de la Revolución de octubre de 1917. Posteriormente, Prokófiev adaptó la música en una suite orquestal, su Op. 60.
En los albores del cine sonoro, varios compositores destacados estaban deseosos de adentrarse en el novedoso campo de la música de cine, pero Prokófiev no era la elección natural para este encargo. Afincado en París por casi una década, su música se caracterizaba por la experimentación y la disonancia, cualidades que no concordaban con las reglas culturales predominantes del régimen soviético. Aun así, a comienzos de 1933, ansioso por regresar a su patria, consideró el encargo de la película como una oportunidad para escribir música en un estilo más popular y accesible.
Tras el exitoso estreno de la película, la suite en cinco movimientos de El teniente Kijé se interpretó por primera vez en diciembre de 1934 y en seguida se convirtió en una pieza habitual del repertorio concertístico internacional. Sigue siendo una de las obras más conocidas del compositor y ha sido grabada en numerosas ocasiones. Partes de la partitura han sido utilizadas en varias películas posteriores y en dos populares canciones lanzadas durante la Guerra Fría tituladas «I Believe in Father Christmas» de Greg Lake y «Russians» de Sting.

## Contexto

### Compositor expatriado
Oriundo de Ucrania, Serguéi Prokófiev se graduó en el Conservatorio de San Petersburgo en 1914, y por aquel entonces ya era conocido como un compositor de vanguardia. Su biógrafo Israel Nestiev afirma que el Segundo Concierto de Piano de 1913 fue «el billete de entrada de Prokófiev a los círculos más altos de modernismo ruso».
Cuando la Primera Guerra Mundial estalló en agosto de aquel año, Prokófiev esquivó el servicio militar, posiblemente porque era el hijo único de una viuda. Durante los años de guerra  continuó componiendo; en mayo de 1918, en el periodo de revueltas tras la Revolución de Octubre y el comienzo de la Guerra Civil, Prokófiev obtuvo permiso para viajar al extranjero, y partió con destino a América. Sus biógrafos han defendido que «no huyó del país» sino que se embarcó en una gira de conciertos, la cual decidió prorrogar convencido de que lograría mejores perspectivas profesionales en América y Europa. Permaneció en América hasta marzo de 1922, cuando decidió marcharse, estableciéndose primero en la pequeña localidad alemana de Ettal y posteriormente, desde octubre de 1923, en París.
Las autoridades soviéticas, más que tratar a Prokófiev como un fugitivo o un exiliado, eligieron considerarlo como un embajador general de la cultura soviética, y el compositor devolvió el favor al registrarse en Francia como un ciudadano de la Unión Soviética, un nuevo estado formado el 20 de diciembre de 1922 por Rusia y los antiguos países del antiguo Imperio ruso. El compositor expresó su apoyo a los desarrollos políticos de su patria natal, y se mantuvo proclive a volver a entablar relaciones con sus compatriotas. Se le brindó un tratamiento preferente cuando realizó su primera visita a la Unión Soviética en 1927 para ofrecer una gira de conciertos. Hubo subsiguientes visitas, y en 1930 Prokófiev se instaló en un piso en Moscú, a pesar de que mantuvo en París su residencia principal. Durante este periodo de acercamiento decidió simplificar su lenguaje musical conscientemente con miras a hacerlo compatible con la concepción oficial soviética del arte.

### Auge de la música cinematográfica
En los albores del cine mudo, a partir de la década de 1890, las películas solían acompañarse con música en vivo, a menudo improvisada, mediante un piano o armonio. A principios del siglo xx, los cines más grandes empezaron a utilizar orquestas, que acompañaban la película con música clásica de dominio público o, de forma cada vez más frecuente, bandas sonoras originales. La partitura de la película clásica de 1916 El nacimiento de una nación de Joseph Carl Breil, creada a partir de varias obras de música clásica así como de aportaciones originales, supuso un hito en la historia de la música cinematográfica e inspiró a compositores importantes de la época a componer música para películas mudas. Entre ellos cabe destacar a Victor Herbert y Mortimer Wilson de Estados Unidos, a Darius Milhaud y Arthur Honegger de Francia y Gottfried Huppertz y Edmund Meisel de Alemania.
En 1927, desarrollos posteriores en la tecnología del sonido posibilitaron la aparición de las «imágenes parlantes». Al principio, la música de acompañamiento se grababa en disco de forma separada de las imágenes, pero en dos años el sistema «Movietone» permitió capturar el sonido en la propia cinta de la película. Ya era posible sincronizar la música con la acción en pantalla, en lo que se denominaba enfoque «diegético». Los primeros en emplear este método fueron los alemanes Friedrich Hollaender y Karol Rathaus, que compusieron la música para las películas El ángel azul (1930) y Karamasoff, el asesino (1931). En aquel entonces, en la Unión Soviética, Dmitri Shostakóvich había comenzado una prolífica carrera como compositor de bandas sonoras, con las películas La nueva Babilonia (1929) y Sola (1931).
En 1932 los estudios cinematográficos Belgoskinó de Leningrado, que se encontraban planificando su proyecto de la película El teniente Kijé, recurrieron al expatriado Prokófiev para la música del filme. La elección de Prokófiev fue sorprendente por varias razones: por aquel entonces era más conocido en el extranjero que en la Unión Soviética y su fama como compositor disonante le precedía. Además, su ballet Le pas d’acier había fracasado por completo en su estreno nacional en el Teatro Bolshói en 1929. La primera reacción del compositor ruso fue la de rechazar el encargo. Un miembro de la producción recuerda que Prokófiev «rechazó de forma categórica mi propuesta. Tenía gran parte de su futuro ya programado, jamás había escrito música para filmes y "no sabía qué tipo de salsa ponerle" [qué estilo les era más apropiado]». Pero, atraído por la historia, Prokófiev cambió rápidamente de parecer y aceptó, viendo su primer proyecto en el mundo de la música para largometrajes como una oportunidad para probar su habilidad de gustar al público de masas soviético.

## Película de 1933

### Origen
La película El teniente Kijé fue una de las primeras películas sonoras producidas en la Unión Soviética. El origen de la historia hay que buscarlo en el guion de 1927 obra del crítico y novelista Yuri Tyniánov, para el director de cine soviético Serguéi Yutkévich. Este proyecto no llegó a materializarse y Tyniánov adaptó el texto en una novela corta que se publicó en enero de 1928. A comienzos de la década de 1930, los estudios Belgoskinó de Leningrado comunicaron su interés en producir la película y acudieron a Tyniánov, quien produjo un segundo guion. Fue la primera música que compuso al regresar a su patria rusa en 1933 después de haber vivido diez años en París; es por ello que Prokófiev se encontraba, según sus palabras, «intranquilo y temeroso de caer en el academismo». La historia, en palabras del biógrafo de Prokófiev, Harlow Robinson, es «una sátira de la estupidez de la realeza y el pavor particular de los rusos de desagradar a su superior». Un crítico posterior pensó que la historia de Kijé era perfecta para «un compositor con un ingenio cáustico y humor agudo».

### Argumento

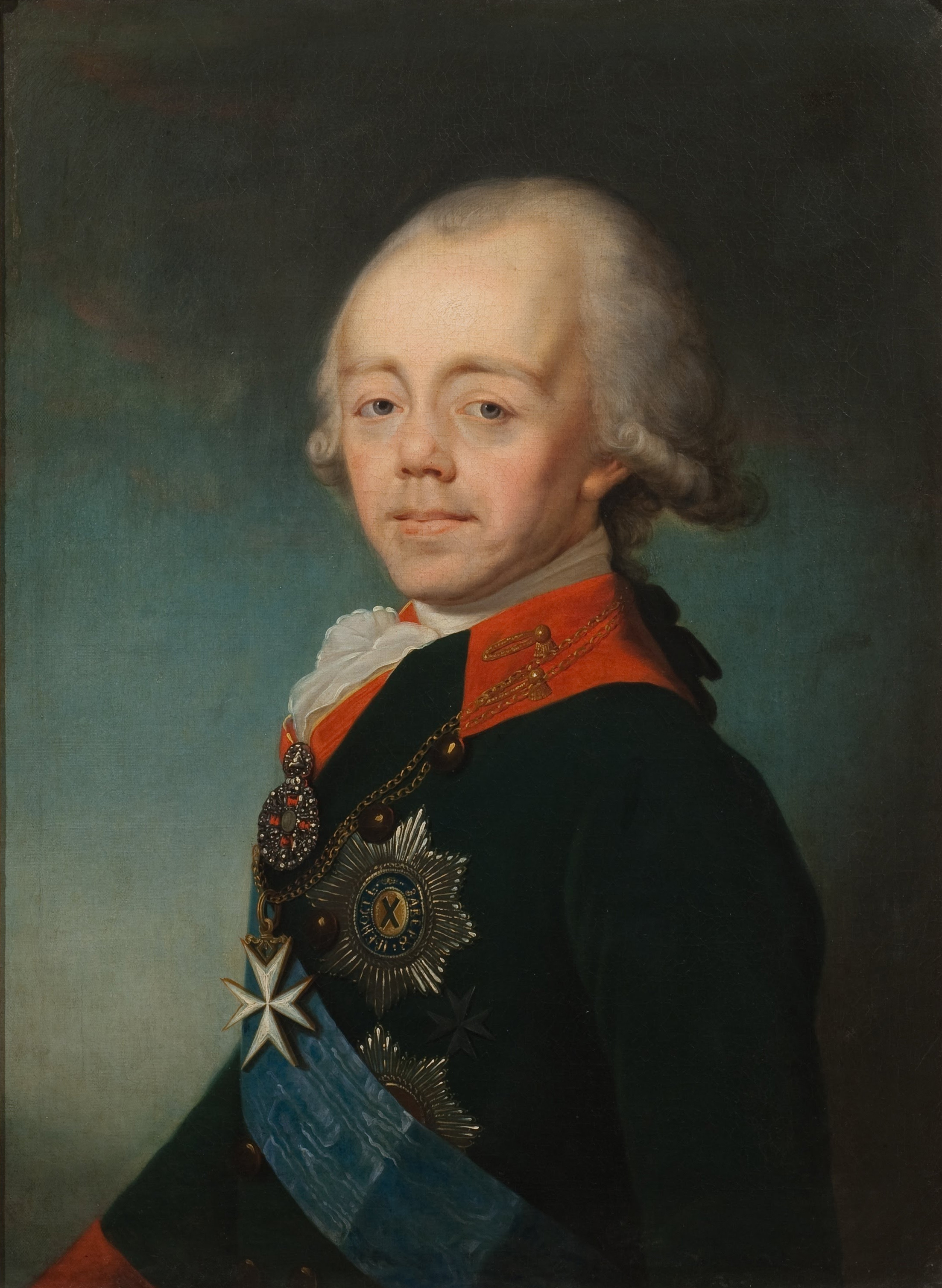
El zar Pablo I de Rusia

En el palacio imperial ruso, mientras el zar Pablo I duerme plácidamente, un devaneo amoroso entre dos cortesanos culmina con un crujido que despierta al zar. Furioso, exige a sus oficiales que encuentren al culpable so pena de exilio. Mientras tanto, un desliz de un funcionario mientras compilaba una lista de militares, resulta en la inclusión de un oficial ficticio, «el teniente Kijé». Al inspeccionar la lista al zar le llama la atención este nombre y demanda que el oficial acuda ante su presencia. Los cortesanos de palacio están demasiado aterrorizados como para admitir el error y ante tal dilema deciden culpar a Kijé de los ruidos nocturnos mientras se les ocurre algo. El zar, al descubrir al culpable, decide enviarlo al exilio en Siberia.
Cuando el culpable real confiesa, Kijé es perdonado por el zar y reintegrado en la corte imperial con el rango de coronel. Los cortesanos, temerosos de la reacción del zar, se ven forzados a prorrogar la farsa añadiendo éxitos a su carrera. Entonces supuestamente se casa con la princesa Gagárina y el zar lo recompensa con tierras y dinero y finalmente es nombrado comandante de la armada. Cuando Pablo I exige la presencia de Kijé, los cortesanos se sienten acorralados y le mienten diciéndole que, desafortunadamente, el general Kijé ha fallecido. Se organiza un funeral en el que recibe los honores militares más distinguidos. Cuando el parsimonioso zar exige la devolución de la fortuna de Kijé, le mienten de nuevo al decirle que el dinero se lo había gastado en lujos, cuando de hecho, lo han robado ellos. El zar lo tacha de ladrón y lo degrada póstumamente de general a soldado raso.

### Música
A pesar de su inexperiencia en la composición de música cinematográfica, Prokófiev comenzó a trabajar con confianza en la partitura para Kijé. Posteriormente afirmó, «de alguna manera no tenía dudas sobre el tipo de lenguaje musical que quería emplear para la película». Les dijo a los productores, «para mí, lo importante es la época, el significado intrínseco de cada evento, la personalidad de cada héroe», y les advirtió de que no esperaran simples «ilustraciones» musicales. Prokófiev se sintió atraído por el corte histórico de la película; Robinson comenta que la partitura de Kijé es una obra que, junto con la Sinfonía Clásica, El amor de las tres naranjas, Cenicienta y Guerra y paz, muestra «la debilidad de compositor por el siglo XVIII». El lenguaje que escogió combinaba elementos en clave de humor y romance con una melancolía subyacente dado que él veía la historia más trágica que cómica. En París en 1928, Prokófiev asistió a la interpretación del Bolero de Ravel y se quedó asombrado por el uso que el compositor francés hacía del saxofón, un instrumento que rara vez era empleado en composiciones orquestales fuera de Francia pero que se adaptaba como anillo al dedo a lo que Prokófiev quería. El compositor Gerard McBurney destaca los «inolvidables sonidos del saxofón tenor» que acompañan la música de Kijé.
El crítico Ernest Chapman alaba la partitura como «infaliblemente ingeniosa y melódica». Comprende solo 15 minutos de música, escrita como una colección de dieciséis fragmentos cortos o leitmotivs que se repiten en el momento preciso a lo largo de la película, para subrayar determinados momentos del drama. Este enfoque se apartaba de los movimientos sinfónicos amplios que era la norma entonces, y Daniel Jeffe, biógrafo de Prokófiev, lo describe como «algo avanzado para la época, [es] una de las bandas sonoras más populares de la época».

### Producción y recepción
La película, dirigida por Aleksandr Faintsimmer, se realizó en los estudios Belgoskinó de Leningrado, y la música fue grabada bajo la dirección de Isaak Dunaievski. El estreno tuvo lugar el 7 de marzo de 1934 en Moscú y posteriormente en Londres como The Tsar Wants to Sleep y en París como Le Lieutenant Nantes. Prokófiev no valoró muy positivamente la película, aunque estaba satisfecho con su música. Tras ser estrenada en Nueva York en diciembre de ese mismo año, un crítico del New York Times describió la película como «ajustada para los amantes de los detalles y atmósfera auténtica de las películas ambientadas en el pasado. Incluso la introducción de partes cómicas parece que concuerda con la tradición rusa». La contribución de Prokófiev al filme no se mencionó en esta crítica.

## Suite

### Composición
Poco después de estrenarse la película, Prokófiev recibió un encargo de la Orquesta Sinfónica de la Radio de Moscú para crear una suite orquestal a partir de la música de la película para Kijé —probablemente el primer ejemplo de un arreglo a partir de un banda sonora en ser adaptada a una obra musical notable—. El verdadero causante de este encargo fue Boris Gusman, el segundo director de la orquesta del Teatro Bolshói y un reconocido crítico de cine. Gusman apoyó la voluntad de Prokófiev de integrarse de nuevo en la Unión Soviética y para ello organizó una serie de conciertos radiofónicos con la Orquesta Sinfónica de Radio Moscú para resaltar el talento del compositor.
La tarea de Prokófiev no era nada sencilla; los quince minutos de material musical que la película necesitaba eran muy fragmentarios y estaban arreglados para una orquesta de cámara. En palabras del propio compositor, crear la suite constituyó «un trabajo diabólico», y añadió: «me generó mucho más trabajo que la banda sonora en sí, ya que debía encontrar una forma musical adecuada, reorquestar todo de nuevo, pulirlo e incluso combinar algunos temas entre sí». Quería que la suite agradara a las audiencias soviéticas que escuchaban música de concierto por primera vez. En un artículo en Izvestia en 1934 escribió: «sobre todo, debe ser melodioso; además la melodía debe ser sencilla y comprensible sin ser repetitiva o trivial... La simplicidad no debe ser una simplicidad anticuada sino nueva». Trabajó diligentemente y finalizó la pieza el 8 de julio de 1934. La obra fue publicada como su Op. 60 a través del editor habitual del compositor ruso en París, que empleó en el título la forma transliterada al francés de «Kijé» en vez de la versión rusa «Kizhé».

### Instrumentación
La suite precisa los siguientes instrumentos: barítono (opcional), flautín, dos flautas, dos oboes, dos clarinetes, dos fagots, saxofón tenor, cuatro trompas, corneta, dos trompetas, tres trombones, tuba, bombo, caja, triángulos, platillos, pandereta, cascabeles, celesta, piano, arpa y cuerdas.

### Estructura
Los cinco movimientos de la suite se organizan y titulan de la siguiente manera (las letras en negrita identifican algunos temas específicos):
Nacimiento de Kijé
Comienza con una fanfarria lejana y quejumbrosa (A) interpretada por una corneta imitando un toque de clarín, seguida por una rápida marcha militar (B) con la caja y el flautín. Un pasaje en los metales introduce un tema o leitmotiv asociado al fantasma Kijé que, tras una repetición de la marcha y un crescendo en do mayor, pasa al saxofón tenor, un instrumento relativamente novedoso en una orquesta en aquel entonces. La fanfarria en la corneta cierra el movimiento.
Romance
El tema principal (C) de este movimiento se basa en una antigua canción titulada «La palomita gris está arrullando», a la que Prokófiev facilitó una parte de barítono opcional. La canción pasa por varios instrumentos y, seguidamente, el saxofón tenor introduce el segundo tema. El movimiento llega a su conclusión con el regreso de la melodía inicial, ornamentada con trinos de aves.
La boda de Kijé
El movimiento comienza con una melodía extensa, ceremoniosa y hasta algo pomposa en los metales y viento madera (D) que regresa en varias ocasiones. Entremedias, es interrumpida por un alegre solo de corneta, y diversas elaboraciones y variaciones sobre el tema de Kijé, que combinados proporcionan una sensación de celebración, a la vez que de bullicio y sentimentalismo.
Troika

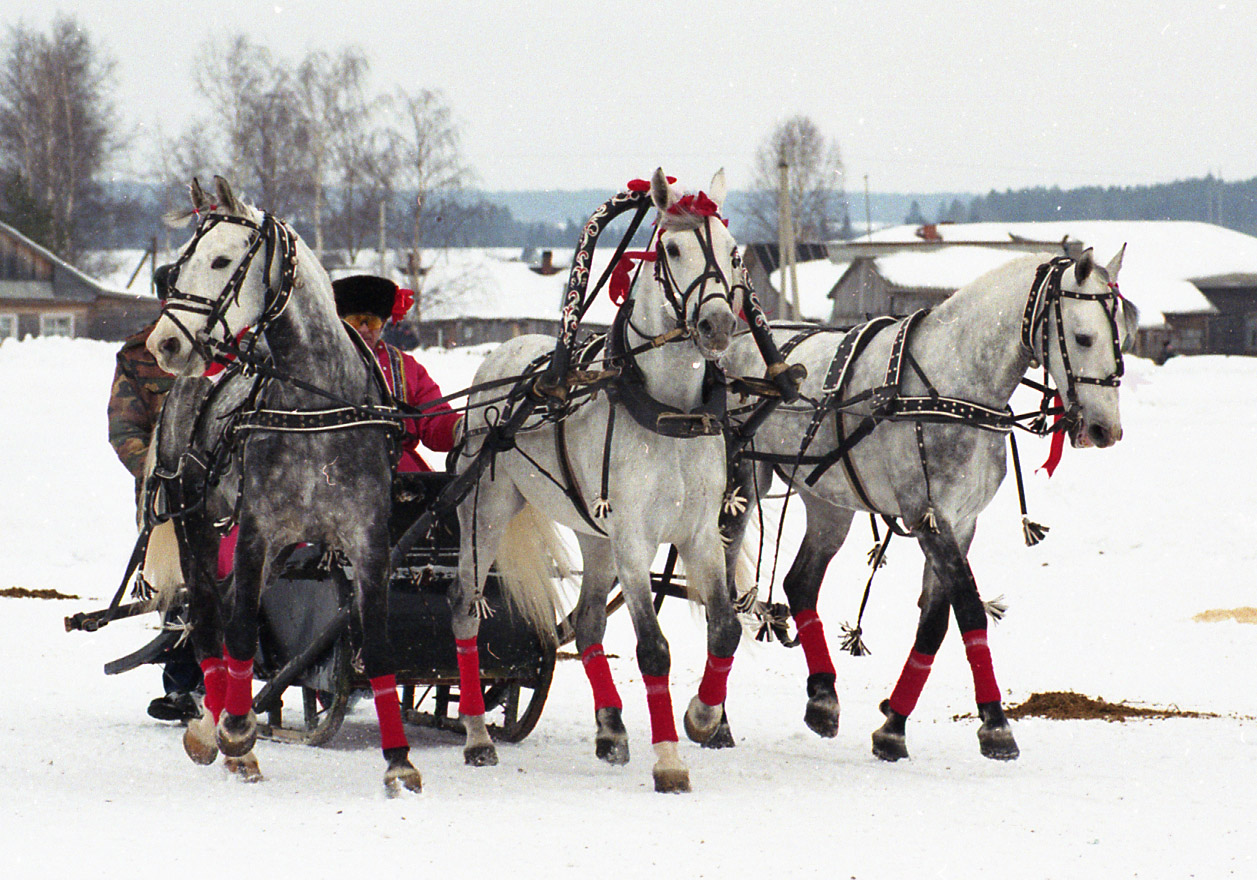
Una ‘’troika’’, una combinación para trineo típica rusa

La melodía principal de esta sección (E) proviene de una antigua canción de los húsares, que aparece por primera vez de forma lenta disonante. Tras esto el ritmo se acelera: el sonido de los cascabeles, rápidos pizzicatos en las cuerdas y en el piano dan la sensación de un raudo viaje invernal montados en una  troika, un trineo dirigido por tres caballos típico de Rusia. El viaje se interrumpe a intervalos regulares por el tema principal, que lleva el movimiento a su fin tras una lenta repetición de su última frase.
El funeral de Kijé
El último movimiento es una mezcla de los temas anteriores evocando los diferentes acontecimientos en la vida ficticia de Kijé. La fanfarria de corneta, el leitmotiv de Kijé así como la canción de los húsares, esta vez emparejada con la música de la canción, regresan a lo largo del mismo. Orrin Howard, en las notas del programa para la Orquesta Filarmónica de Los Ángeles describe el final como una despedida emotiva cargada de anhelo que culmina con una rendición lejana de la fanfarria.

### Temas
(A) Fanfarria inicial
No se admite la reproducción de audio en este navegador. Se puede descargar el archivo de audio.
(B) Marcha
No se admite la reproducción de audio en este navegador. Se puede descargar el archivo de audio.
(C) Romance (La palomita gris)
No se admite la reproducción de audio en este navegador. Se puede descargar el archivo de audio.
(D) La boda de Kijé
No se admite la reproducción de audio en este navegador. Se puede descargar el archivo de audio.
(E) Troika
No se admite la reproducción de audio en este navegador. Se puede descargar el archivo de audio.

### Recepción, interpretaciones y adaptaciones posteriores

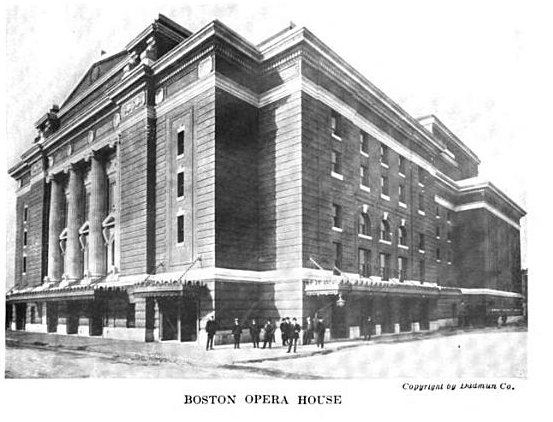
La versión para ballet de 1942 se estrenó en la Ópera de Boston

Prokófiev dirigió el estreno de la suite en una retransmisión por la radio de Moscú el 21 de diciembre de 1934. El estreno en Estados Unidos tuvo lugar el 14 de octubre de 1937, con la Orquesta Sinfónica de Boston bajo la batuta de Serguéi Kusevitski; esta interpretación fue el germen de la primera grabación comercializada, que se puso a la venta al año siguiente. Mientras Prokófiev estaba en los Estados Unidos para el estreno de Boston, recibió numerosos encargos de productores de películas, pero aunque se sintió halagado y atraído por sus ofertas no compondría música para una producción de Hollywood. La suite se hizo popular con rapidez, especialmente en los Estados Unidos; el 23 de enero de 1942, el coreógrafo Michel Fokine empleó su música para su ballet Soldado ruso, interpretado en la Boston Opera House el 23 de enero de 1942. Otra versión posterior del Teniente Kijé se ideó para el Ballet del Bolshói de Moscú en 1963, por Aleksandr Lapaúri y Olga Tarásova, con Raisa Struchkova en un papel principal.
El crítico musical David Gutman ha calificado la suite como «una de las composiciones más populares (de Prokófiev) actualmente y una de las más logradas». Robinson opina que la suite de Kijé es una de sus mejores composiciones y, al igual que Romeo y Julieta y el Concierto para violín n.º 2, son «accesibles, simples y melódicas». En el libro Essential Canon of Classical Music (2001), David Dubal recalca cómo la música de Kijé ha calado en la cultura popular: «partes y trozos se emplean por doquier». Su andadura como banda sonora comenzó en la década de 1930, posteriormente se utilizaron partes de la suite en otras películas como Un genio anda suelto (1958), y en Love and Death, una parodia de Woody Allen de 1975 sobre la literatura rusa. En el mundo de la música pop, el movimiento Troika se ha adaptado en varias ocasiones, por primera vez en 1958 como «Midnight Sleighride», un arreglo para banda de jazz de Eddie Sauter y Bill Finegan. En 1975, Troika sirvió de base para la exitosa canción «I Believe in Father Christmas» de Greg Lake y en 1985 Sting empleó el tema principal del movimiento Romance en su canción pacifista «Russians».

### Grabaciones
La interpretación de la suite en 1938 por Kusevitski y la Orquesta Sinfónica de Boston, grabada en discos de 78 r. p. m., fue la única grabación disponible comercialmente hasta la llegada de los LP en la década de 1950; una realización de la Orquesta de Cleveland bajo la batuta de Fritz Reiner en diciembre de 1945 no fue lanzada hasta muchos años más tarde. En 1951, Capitol publicó la grabación de Hermann Scherchen con la Orquesta Sinfónica de Viena, y desde entonces se han publicado muchas grabaciones de la obra bajo diversos sellos. La edición de 2008 de la encuesta de grabaciones Muze lista diecinueve versiones disponibles procedentes de orquestas de toda Europa, Asia y Estados Unidos. La versión con barítono apenas ha sido grabada; Vladímir Ashkenazi con la Orquesta Sinfónica de Sídney y Andréi Láptev (2010) constituyen un ejemplo reciente. En 2007, se publicó una producción del Ballet del Bolshói en formato DVD, con Raisa Struchkova y Vladímir Vasíliev.

### Libros
- Bartig, Kevin (2013). Composing for the Red Screen: Prokofiev and Soviet Film (en inglés). Oxford: Oxford University Press. ISBN 978-0-19-996759-9.
- Dubal, David (2001). The Essential Canon of Classical Music (en inglés). Nueva York: North Point Press. ISBN 978-0-86547-608-0.
- Gable, Christopher (2009). The Words and Music of Sting (en inglés). Westport: Praeger Publishing. ISBN 978-1-57-356729-9.
- Gutman, David (1988). Prokofiev (en inglés). Londres: Alderman. ISBN 978-0-946619-32-0.
- Harvey, Adam (2007). The Soundtracks of Woody Allen (en inglés). Londres: McFarland & Company. ISBN 978-0-7864-2968-4.
- Jaffé, Daniel (1998). Sergey Prokofiev (en inglés). Londres: Phaidon. ISBN 978-0-7148-3513-6.
- Lee, Douglas (2002). Masterworks of 20th Century Music: The Modern Repertory of the Symphony Orchestra (en inglés). Nueva York: Routledge. ISBN 978-0-4159-3846-4.
- MacDonald, Laurence E. (2013). The Invisible Art of Film Music: A Comprehensive History (en inglés). Nueva York: The Scarecrow Press. ISBN 978-0-8108-8397-0.
- Morrison, Simon (2009). The People's Artist: Prokofiev's Soviet años (en inglés). Oxford: Oxford University Press. ISBN 978-0-19-518167-8.
- Muze (2007). Muze classical catalogue 2008 (en inglés). Londres: Muze Europe Ltd. ISBN 978-1-900105-39-2.
- Nestiev, Israel V. (1960). Prokofiev (en inglés). Stanford: Stanford University Press.
- Nice, David (2003). Prokofiev: From Russia to the West, 1891–1935 (en inglés). New Haven: Yale University Press. ISBN 978-0-30-009914-0.
- Prokófiev, Serguéi (1943). Lieutenant Kijé, Suite symphonique, Op. 60 (en inglés). Nueva York: Broude Bros. OCLC 933094309.
- Robinson, Harlow (ed.) (1987). Sergei Prokofiev: a biography (en inglés). Nueva York: Viking. ISBN 978-0-670-80419-1.

- Shilfstein, S. (ed.) (2000). Sergei Prokofiev: Autobiography, Articles, and Reminiscences (en inglés). Honolulu: University Press of the Pacific. ISBN 978-0-89-875149-9.
- Steen, Michael (2009). The Lives of the Great Composers (en inglés). Londres: Icon Books. ISBN 978-1-84-046679-9.
- Yampolski, Mikhail (1998). The Memory of Tiresias: Intertextuality and Film (en inglés). Berkeley: University of California Press. ISBN 0-520-08529-9.

### Periódicos y publicaciones
- Bartig, Kevin (2007). «Creating the Lieutenant Kizhe Suite». Three Oranges Journal (en inglés) (13): 22-26. Archivado desde el original el 5 de diciembre de 2022. Consultado el 18 de enero de 2018.
- Chapman, Ernest (1964). «Record Guide». Tempo (en inglés) (70): 26-29. (requiere suscripción)
- Emerson, Carol (2004). «Book review: Nice, David: Prokofiev–a biography». The Russian Review (en inglés) 63 (1): 155-57. (requiere suscripción)
- Gallez, Douglas W. (1978). «The Prokofiev-Eisenstein Collaboration: "Nevsky" and "Ivan" Revisited». Cinema Journal (en inglés) 17 (2): 13-35. (requiere suscripción)
- Hanson, Dion (1998). «The History of Sound in the Cinema». Cinema Technology (en inglés). Archivado desde el original el 11 de octubre de 2010. Consultado el 21 de abril de 2016.
- McNaught, W. (1942). «Gramophone Notes». The Musical Times (en inglés) 83 (1187): 16-17. (requiere suscripción)
- Myers, Kurtz (1952). Index of Record Reviews (en inglés) 9 (2). p. 265. (requiere suscripción)

### Recursos en línea
- Cooke, Mervyn (2007). «Film Music» (en inglés). Grove Music Online. Consultado el 27 de abril de 2016. (requiere suscripción)
- Hazlewood, Charles (2014). «Discovering music. Prokofiev: Lieutenant Kijé» (en inglés). BBC Radio 3. Consultado el 27 de abril de 2016.
- Hicks, Anthony (2007a). «Prokofiev, Sergey (Sergeyevich): USA, 1918–22» (en inglés). Grove Music Online. Consultado el 27 de abril de 2016. (requiere suscripción)
- Hicks, Anthony (2007b). «Prokofiev, Sergey (Sergeyevich): Europe, 1922–36.» (en inglés). Grove Music Online. Consultado el 27 de abril de 2016. (requiere suscripción)
- Hicks, Anthony (2007c). «Prokofiev, Sergey (Sergeyevich): Contacts with the Soviet Union.» (en inglés). Grove Music Online. Consultado el 27 de abril de 2016. (requiere suscripción)
- Howard, Orrin (2015). «Lt. Kijé Suite» (en inglés). Orquesta Filarmónica de Los Ángeles. Archivado desde el original el 4 de marzo de 2016. Consultado el 27 de abril de 2016.
- Jaffé, Daniel (2014). «Prokofiev’s score for the film Lieutenant Kijé ahead of its time» (en inglés). Orquesta Sinfónica de Chicago. Archivado desde el original el 4 de marzo de 2016. Consultado el 27 de abril de 2016.
- McBurney, Gerard (2015). «Prokofieff, Serge: Lieutenant Kijé, Op. 60 – Suite (1934)» (en inglés). Boosey & Hawkes. Consultado el 27 de abril de 2016.
- Steinberg, Michael (2015). «Prokofiev: Lieutenant Kijé Suite, Opus 60» (en inglés). Orquesta Sinfónica de San Francisco. Archivado desde el original el 16 de agosto de 2016. Consultado el 9 de agosto de 2016.